# Protocatecuato 3,4-diossigenasi
La protocatecuato 3,4-diossigenasi è un enzima appartenente alla classe delle ossidoreduttasi, che catalizza la seguente reazione:
3,4-diidrossibenzoato + O2 ⇄ 3-carbossi-cis,cis-muconato
L'enzima richiede Fe3+.